# Ove Joanson
Ove Joanson (tidigare Johansson) född 18 september 1947 i Gävle, är en svensk tidigare journalist och massmediechef.

## Biografi
Ove Joanson tog studentexamen 1966 och har studerat vid Uppsala universitet 1966–1969 och World Press Institute i USA 1972–1973.
Åren 1969–1975 var han journalist vid Ekoredaktionen på Sveriges Radio. Därefter var han korrespondent i Washington, D.C., först för radion 1975–1979, sedan för TV 1 1979–1982. Därefter var han  chef för Ekoredaktionen innan han år 1984 utsågs till chef för Riksradion, en post som han innehade till 1990. Då utsågs Joanson till vice vd och vice koncernchef i Sveriges Radio AB. Mellan 1991 och 1996 var han vd i Sveriges Radio AB. Mellan 1993 och 1996 innehade Joanson ordförandeposten i EBU:s radiokommitté.
Joanson var kulturråd vid Sveriges ambassad i Washington, D.C., USA, mellan 1996 och 1998. År 2005 utsågs han till ordförande i Sveriges Radio.
Ove Joanson arbetar som konsult och är engagerad i flera styrelser inom främst medieområdet.
År 2011 utsågs han till ordförande i Förvaltningsstiftelsen för SR, SVT och UR, som äger de svenska public serviceföretagen.